# جابريال جراسياني
جابريال جراسياني (بالإسبانية: Gabriel Reinaldo Graciani)‏ (16 فبراير 1982 في الأرجنتين - ) هو لاعب كرة قدم أرجنتيني في مركز الدفاع.

## روابط خارجية
- جابريال جراسياني على موقع قاعدة بيانات كرة القدم.إي يو (الإنجليزية)
- جابريال جراسياني على موقع Soccerway.com (الإنجليزية)